# Louis René Villermé
Louis René Villermé (10 de marzo de 1782 – 16 de noviembre de 1863) fue un médico epidemiólogo y economista francés. Fue uno de los precursores de los estudios sobre epidemiología social y la influencia de los factores socioeconómicos y la pobreza sobre la salud y la mortalidad, en los inicios de la industrialización en Francia.
Fue también un defensor de la reforma higiénica en las fábricas y las cárceles. Su trabajo está considerado fundamental en la historia de la sociología y la investigación estadística, y se le considera uno de los fundadores de la epidemiología social.
Villermé publicó trabajos sobre las condiciones de vida en las prisiones en Francia y los beneficios de ayudar a los presos a retornar a la vida fuera de las cárceles cuando terminaran de cumplir sus condenas. En otros hizo hincapié en el papel de la industrialización en la salud pública y en la calidad de vida de las clases trabajadoras. Su obra más destacada fue Tableau de l'état physique et moral des ouvriers employés dans les manufactures de coton, de laine et de soie, publicada en 1840, enfocada en los obreros, incluidos niños, que trabajaban en las fábricas de las industrias de algodón, lana y seda.

## Publicaciones
- De la santé des anciens ouvriers employés dans les fabriques (s.d.) disponible en Gallica.
- Des épidémies sous les rapports de l'hygiène publique (s.d.) disponible en Gallica.
- Des sociétés de prévoyance ou de secours mutuels (s.d.) disponible en Gallica.
- Mémoire sur la taille de l'homme en France (s.d.) disponible en Gallica.
- Note sur la mortalité parmi les forçats du bagne (s.d.) disponible en Gallica.
- Note sur les ravages du choléra morbus dans les maisons (s.d.) disponible en Gallica.
- Sur la durée moyenne des maladies aux différens âges (s.d.) disponible en Gallica.
- Des prisons telles qu'elles sont et telles qu'elles devraient être : par rapport à l'hygiène, à la morale et à la morale politique (1820) disponible en Gallica.
- De la mortalité dans les divers quartiers de la ville de Paris (1830) disponible en Gallica, publié en 2008 à La Fabrique, Paris.
- Mémoire sur la distribution de la population française (1837) disponible en Gallica
- De la mortalité des enfants trouvés (1838) disponible en Gallica.
- Tableau de l'état physique et moral des ouvriers employés dans les manufactures de coton, de laine et de soie (2 volumes, 1840) disponible en Gallica.
- Des associations ouvrières (1849) disponible en Gallica.
- Sur les cités ouvrières (1850) disponible en Gallica.